# Shaul Shay
Shaul Shay (em hebraico:  שאול שי; nascido em 1955) é um historiador militar e ex-vice-chefe do Conselho de Segurança Nacional de Israel.
Shay serviu 27 anos nas Forças de Defesa de Israel (FDI) como oficial paraquedista e na inteligência militar. Na guerra de 1973, ele serviu como paraquedista e na primeira guerra do Líbano, em 1982, ele foi o G2 de uma brigada blindada. Na década de 1990, ele atuou como chefe do departamento de combate ao terrorismo e oficial de inteligência do Comando Sul. Nos anos de 2000 a 2007, o Dr. Shay foi chefe do Departamento de História Militar das FDI. De 2007 a 2009, foi vice-chefe do Conselho de Segurança Nacional (NSC) de Israel.
Shaul Shay possui bacharelado, mestrado e doutorado pela Universidade Bar-Ilan e é professor no Centro Interdisciplinar de Herzeliya (IDC). Ele é pesquisador sênior no Instituto de Política Internacional para o combate ao terrorismo (ICT) e ex-diretor de pesquisa no Instituto de Estratégia e Política (IPS) no Centro Interdisciplinar em Herzliya, Israel.
Shay é autor de vinte livros sobre terrorismo, história militar e geoestratégia, incluindo:
- The Endless Jihad, the Mujahidin, the Taliban and Ben Laden, Transaction Publishers, Rutgers University, State University of New Jersey, 2002.
- The Globalization of Terror, The Challenge of Al-Qaida and the Response of the International Community, Transaction Publishers, Rutgers University, State University of New Jersey, 2003.
- The Shahids, the Islam and the suicide attacks, Transaction Publishers, Rutgers University, State University of New Jersey, 2004.
- The Axis of Evil, Iran, Hizballah and the Palestinian Terror, Transaction Publishers, Rutgers University, State University of New Jersey, 2005.
- The Terror Triangle of the Red sea, Yemen, Sudan and Somalia, Transaction Publishers, Rutgers University, State University of New Jersey, 2005.
- The Islamic Terror and the Balkans, Transaction Publishers, Rutgers University, State University of New Jersey, 2006.
- Islamic Terror Abductions in the Middle East, Sussex Academic Publishers, Brighton, U.K., 2007.
- Somalia between Jihad and Restoration, Transaction Publishers, Rutgers University, State University of New Jersey, 2008.
- The global jihad and the tactic of terror abductions, Sussex Academic Publishers, Brighton, U.K., 2013.
- Somalia in transition, Transaction Publishers, Rutgers University, State University of New Jersey, 2014.
- Israel and Islamic terror abductions 1986 – 2016, Sussex Academic Publishers, Brighton, U.K., 2017.
- The Red sea region between war and reconciliation, Sussex Academic Publishers, Brighton, U.K., 2019.